# Allel recesywny
Allel recesywny – allel, którego działanie ujawnia się fenotypowo jedynie w przypadku homozygoty recesywnej. Ten sam allel może być dominujący u mężczyzn, ale już recesywny u kobiet i vice versa. Przyczyną, dla której allele są recesywne (a nie dominujące albo kodominujące) jest fakt, że kodują one uszkodzone białka albo nie kodują ich wcale.